# Capela dos Aflitos
A Capela de Nossa Senhora dos Aflitos, popularmente conhecida como Capela dos Aflitos, está localizada em uma pequena rua na Liberdade, São Paulo entre a Rua Galvão Bueno e a da Glória, com acesso pela Rua dos Estudantes e ao lado da Estação Liberdade, local onde ainda resta um dos poucos becos ainda existentes em São Paulo, o Beco dos Aflitos. Inaugurado em 1775, período em que era costume que o sepultamento ocorresse no interior das igrejas, este cemitério a céu aberto era reservado apenas para o sepultamento de indigentes, escravos que não pertenciam à Irmandade do Rosário e para os condenados à morte na forca, conhecidos por supliciados.
A igreja só surgiria em 27 de junho de 1779, no centro do cemitério, que continua no mesmo lugar e ainda hoje é centro de romaria popular.
Em 1858, com a abertura do Cemitério da Consolação e com a então proibição, tanto dos sepultamentos no Cemitério dos Aflitos, quanto dos sepultamentos no interior das igrejas, o cemitério foi fechado, os despojos retirados e a área loteada. Hoje somente a capela deste antigo cemitério encontra-se preservada, recebendo o nome de Capela dos Aflitos, localizada no fim do beco homônimo.

## História

### Inauguração do Cemitério dos Aflitos
Aberto no dia 3 de outubro de 1775, na época em que o Brasil era colônia portuguesa, e administrado pela igreja, período em que São Paulo (cidade) possuía cerca de 8.500 habitantes e quando as práticas de sepultamento eram muito distintas das de hoje, o Cemitério dos Aflitos, com quatro muros de taipa, era o local destinado para o sepultamento dos indigentes, escravos que não pertenciam à Irmandade do Rosário e para os condenados à morte na forca, também chamados de supliciados.
O local de sepultamento dependia da classe social a que pertencia o indivíduo: os mais ricos, membros da elite e do clero eram enterrados no interior das igrejas católicas ou até mesmo em seus adros (lado de fora das igrejas) e dependendo da procura, cobravam taxas altíssimas para receberem os corpos.
Já para a camada mais pobre ou mesmo da classe média, que não possuía dinheiro suficiente para pagar seu sepultamento, eram reservados os espaços abertos, fronteiros ou ao lado das igrejas, que recebiam o nome de adros.
Porém com o passar do tempo, tanto os pequenos cemitérios quanto as igrejas tornaram-se insuficientes e como os condenados pela Justiça não poderiam ser enterrados em solo sagrado, a solução encontrada foi a de construir um pequeno cemitério a céu aberto, local que na época ainda era distante da cidade, recebendo o nome de Cemitério dos Aflitos.

### Fechamento
De 1554, ano em que a cidade de São Paulo foi fundada, até 1858, ano de inauguração do Cemitério da Consolação, o primeiro cemitério público da cidade, a prática funerária seguiu o velho costume português de sepultar os mortos no interior ou nos adros dos templos católicos. Porém, ao longo do século XIX, foram surgindo leis que proibiam as práticas de enterramento dentro das igrejas ou sob covas rasas, já que médicos e higienistas consideravam essas práticas prejudiciais à salubridade pública. 
A própria medicina da época aconselhava que a edificação dos cemitérios deveria ser feita a uma certa distância da cidade. O modelo higienista não somente modificou as regras em relação ao sepultamento, mas também aos cortejos e procissões que ocorriam na cidade, acompanhando os mortos ao local de sepultamento. A partir de meados do século XIX, a Câmara Pública começa a procurar um local para implantar um cemitério isolado e afastado do núcleo populacional.
Formou-se uma comissão que decidiu por implantar em uma das saídas da cidade, na “estrada para Sorocaba”, hoje Consolação (distrito de São Paulo), onde não havia moradores. Em 1854, surgiu o primeiro Regulamento para os Cemitérios da Cidade de São Paulo, que estabelecia o traçado interno em forma de quadrilongos, a obrigatoriedade de muros, ruas arborizadas, a profundidade das covas, o tipo de sepulturas e a distância entre elas. Após uma epidemia de varíola e com o surgimento do Cemitério da Consolação, como o primeiro Cemitério Público da cidade de São Paulo, também desapareciam as valas comuns do antigo Cemitério dos Aflitos, só restando a Capela dos Aflitos que permanece até hoje no fim do Beco dos Aflitos.
Com o tempo, e as transformações ocorridas na cidade de São Paulo, os cemitérios passam a fazer parte da própria arquitetura da cidade, deixam de estar em locais afastados e passam a ser cada vez mais, partes integrantes da vida urbana paulistana. Em 1854, o Cemitério público da Consolação começou a ser construído. A construção estava sob a direção da Câmara Municipal que era composta por vereadores e instância da “parte civilizada da população” interessada em acabar com os costumes de se fazer enterramentos dentro das igrejas.
Assim, em 1858 foi inaugurado o primeiro cemitério público municipal, o Cemitério da Consolação, em terreno doado pela Marquesa de Santos e proibidos tanto os sepultamentos no Cemitério dos Aflitos quanto no interior dos templos católicos. Assim, o cemitério dos aflitos foi abandonado, e quase cem anos depois, quando o prédio estava em ruínas, o então bispo D. Lino Deodato Rodrigues mandou retirar os despojos, lotear a área e vender os terrenos localizados na área. A partir do dinheiro arrecadado com a venda dos loteamentos, as obras da Catedral da Sé foram iniciadas.

### Incêndio
Com o passar do tempo e a falta de cuidados, a capela se deteriorou, ficando em más condições. Em 1990 a capela sofreu com um incêndio, cujo deixou a situação da capela ainda pior. Apesar de tudo ainda são celebradas missas, pelo padre da Igreja da Santa Cruz das Almas dos enforcados, e geralmente contam com a lotação máxima de 20 pessoas no local.

## Chaguinhas
O famoso soldado negro santista, cabo Francisco José das Chagas, conhecido como Chaguinhas, foi executado no Largo da Forca, atual Praça da Liberdade, no bairro da Liberdade, na cidade de São Paulo. Chaguinhas teria liderado uma revolta por melhores salários para os militares nacionais na época da Independência e após sua execução, foi sepultado no cemitério de Nossa Senhora dos Aflitos.
A morte de Chaguinhas foi um marco para a cidade de São Paulo e reza a lenda que, ao ver o corpo desabar da forca pela terceira vez pois, nas primeiras duas tentativas de matar o soldado a corda do enforcamento arrebentou, a população reunida teria gritado “Liberdade!”. Esta é uma das especulações da origem do nome do bairro.

## Arquitetura

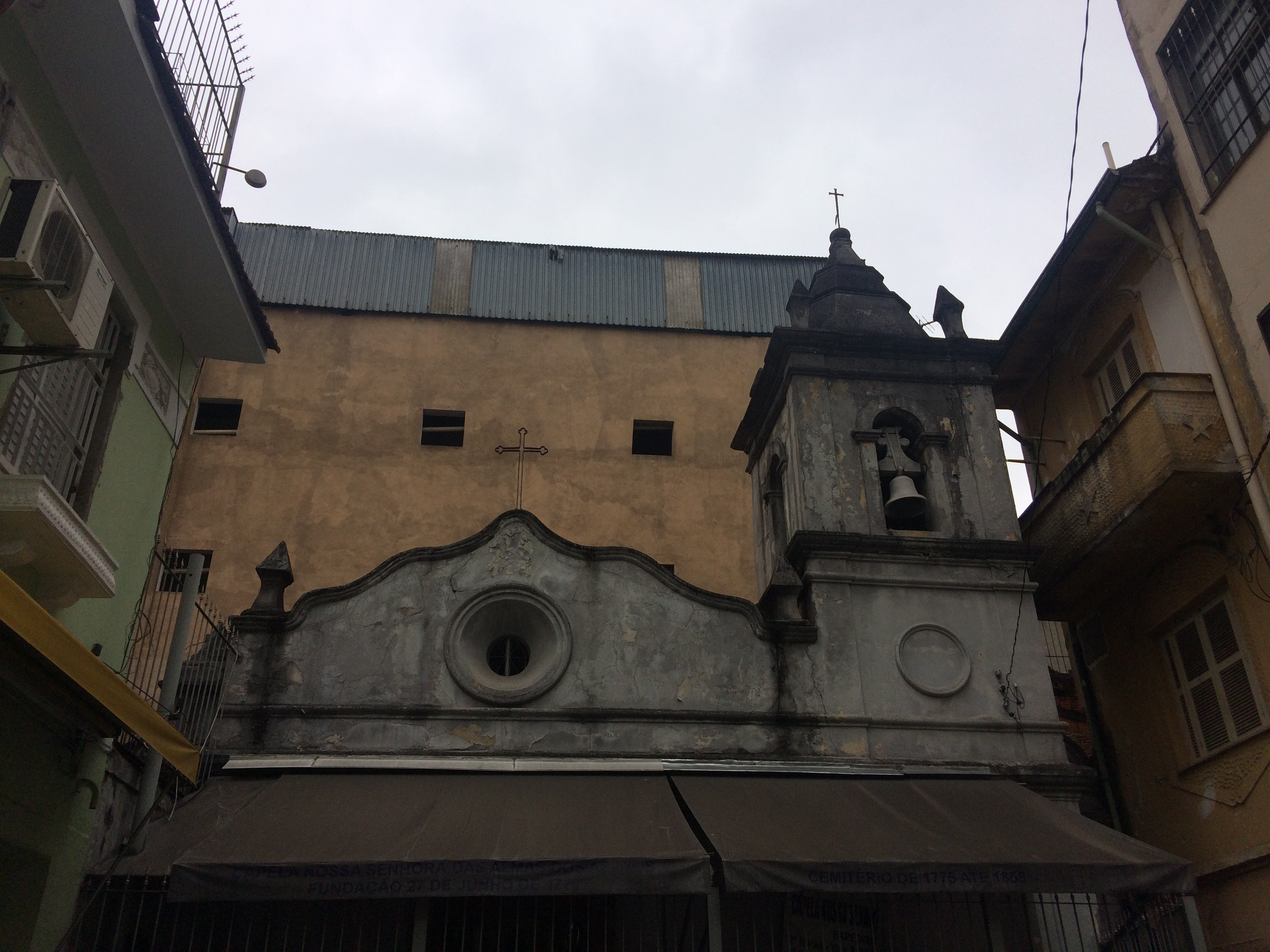
Vista frontal da Capela dos Aflitos, localizada no bairro da Liberdade, na cidade de São Paulo.

Com a construção datada de 1779, no Beco dos Aflitos, local onde está localizada a Capela de Nossa Senhora dos Aflitos, é um dos poucos lugares da cidade de São Paulo que ainda conserva a falta de simetria urbanística que havia na cidade e constitui um dos padrões remanescentes da arquitetura eclesiástica do período colonial em São Paulo, a princípio feita em taipa de pilão e após sucessivas reformas, transformou sua aparência original. Após encerrar as atividades do cemitério em 1869, a Capela possuía alvenaria de tijolos e concreto armado.
Por ser uma capela feita para rezar missas pelas almas dos fiéis defuntos, não foi feita para receber muitos fiéis, e por isso, há pouco espaço dentro da capela. 

## Significado Histórico e Cultural
A atual Praça da Liberdade, bairro onde está localizada a Capela dos Aflitos, já foi conhecida como Largo da Forca, onde muitos escravos e africanos sentenciados foram executados, compartilhando a mesma falta de esperança. Atualmente, a Igreja de Santa Cruz dos Enforcados e a Capela de Nossa Senhora dos Aflitos, são representantes de um complexo cultural afro-brasileiro de religiosidade e romaria.

### Lendas
O centro do próprio Bairro da Liberdade recebeu certa fama de assustador. Da mesma forma, a Capela dos Aflitos acompanha a reputação do local, estando presente em muitos roteiros ditos como mal assombrados da cidade de São Paulo.
Há duas teorias sobre o nome dado à capela. A primeira diz que foi criado em referência a Nossa Senhora dos Aflitos, já a outra, diz que foi criado em função dos escravos que eram enforcados no Largo da Forca (atual Largo da Liberdade).
Muitos já alegaram terem visto vultos e terem ouvidos ruídos durante visitas, dando crença à existência de almas de escravos, e mesmo do espírito do soldado Chaguinhas.

### Cenário na literatura
O Cemitério da Capela foi alvo de visitação de um importante nome da literatura romântica brasileira Álvares de Azevedo. Para imitar e fazer referência as ideias do poeta Lord Byron, o autor e seus amigos iam ao local de capas pretas durante a noite e bebiam vinho em caveiras roubadas.
Foi criada bem em frente à Capela dos Aflitos, junto com Aureliano Lessa e Bernardo Guimarães, a Sociedade Epicuréia, que procurava estudar o romantismo e reverenciar Byron.
É curioso que o livro de Álvares de Azevedo "Noites da Taverna" é bastante baseado nas aventuras do autor e seus amigos no local.

## Restauração
Em outubro de 2011, após a aprovação dos principais órgãos do patrimônio histórico a igreja passou pela primeira restauração desde sua inauguração em 1779. A restauração ocorreu diagnóstico de presença de cupins nas portas e nos forros da capela e precariedade na estrutura da mesma, além dos estragos causados devido a um incêndio, os quais nunca foram totalmente reparados, nesse incêndio foram destruídas partes das talhas barrocas dos oratórios existentes no local, a restauração foi esperada ansiosamente pela preservação desse patrimônio histórico de São Paulo. 

## Bairro da Liberdade
O atual bairro da Liberdade compreende as terras que antigamente eram conhecidas como Distrito Sul da Sé. O Distrito Sul da Sé tinha início na Ponte 7 de Abril, passando pela Rua Direita, até encontrar a Rua do Carmo. Na medida em que o local foi sendo urbanizado, recebeu diferentes denominações. Primeiramente, foi chamado de “Largo do Cemitério”, porque ficava nas proximidades do Cemitério dos Aflitos. Posteriormente, recebeu o nome de “Largo da Glória”, para somente no século XX ser chamado de bairro da Liberdade.

## Galeria

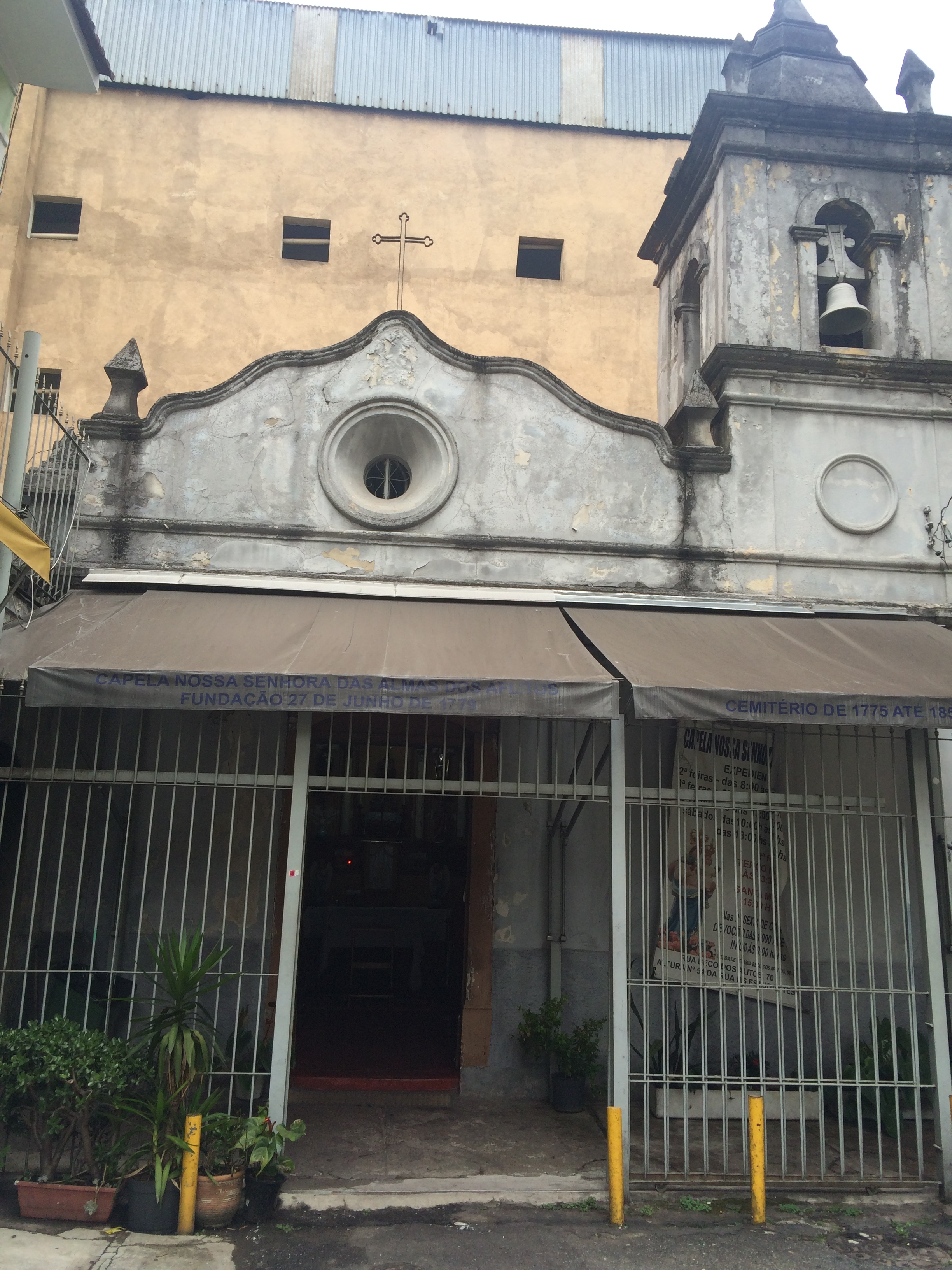
Foto frontal da Capela
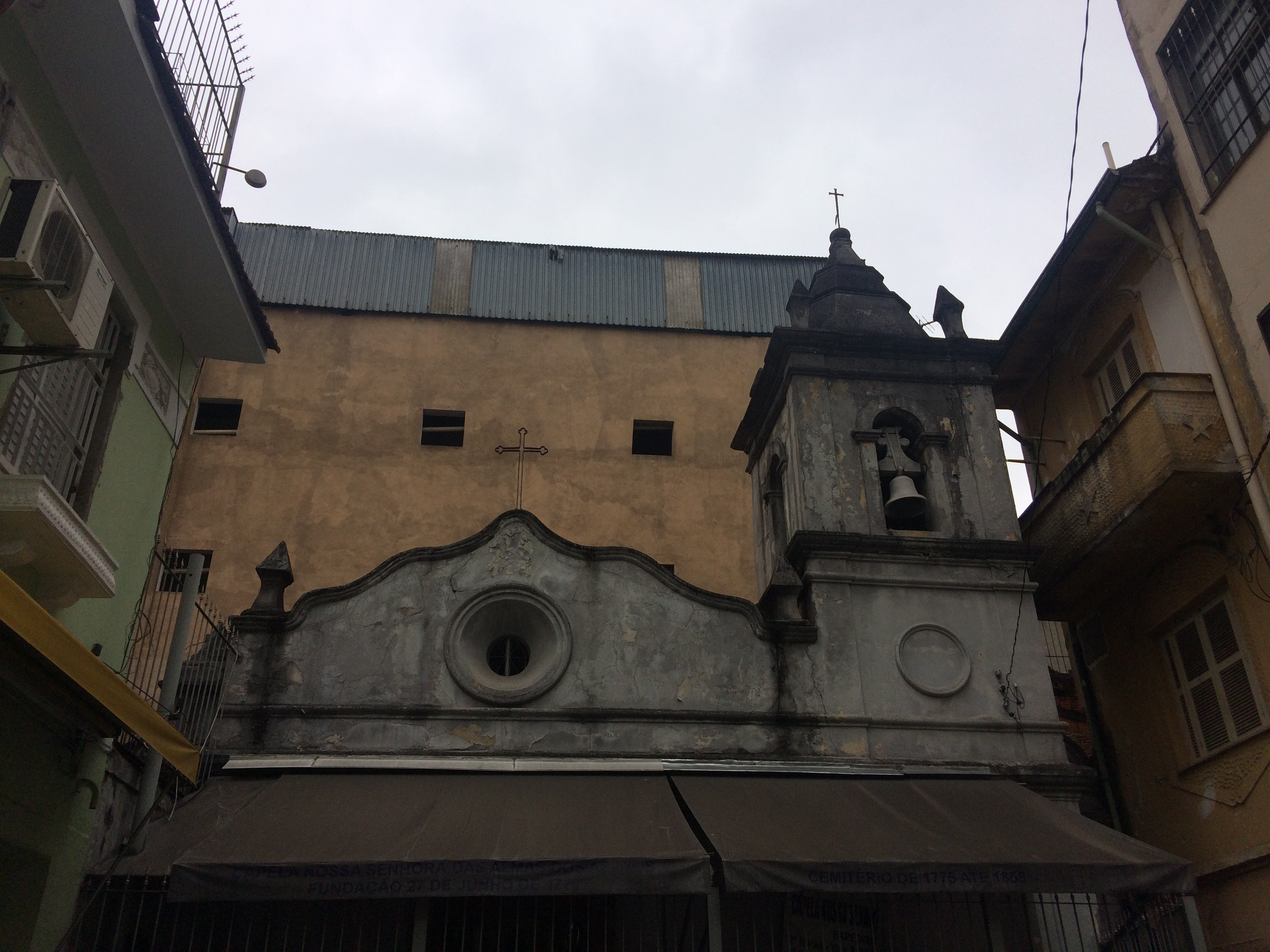
Vista da parte superior
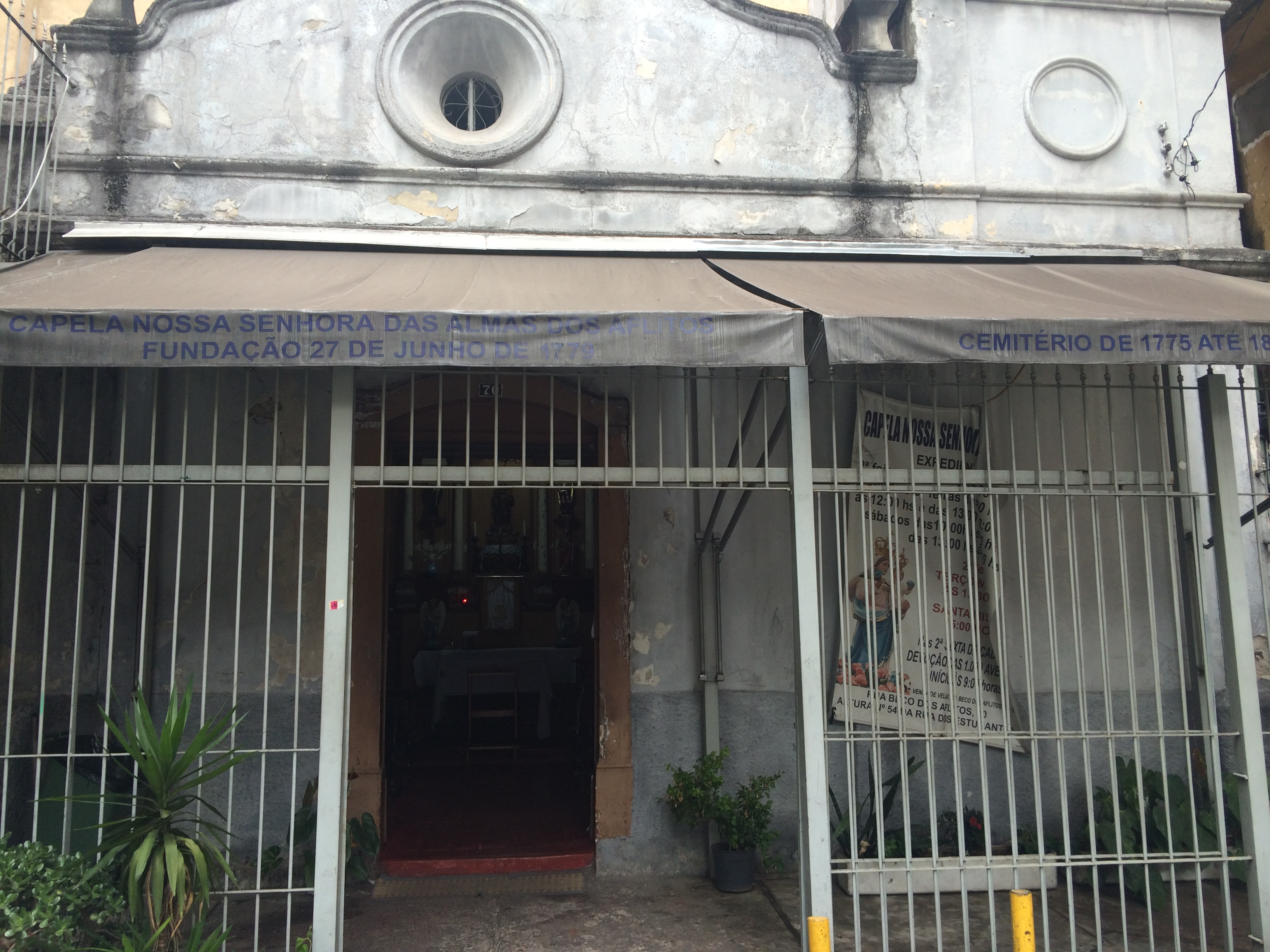
Portões de ferro e toldo
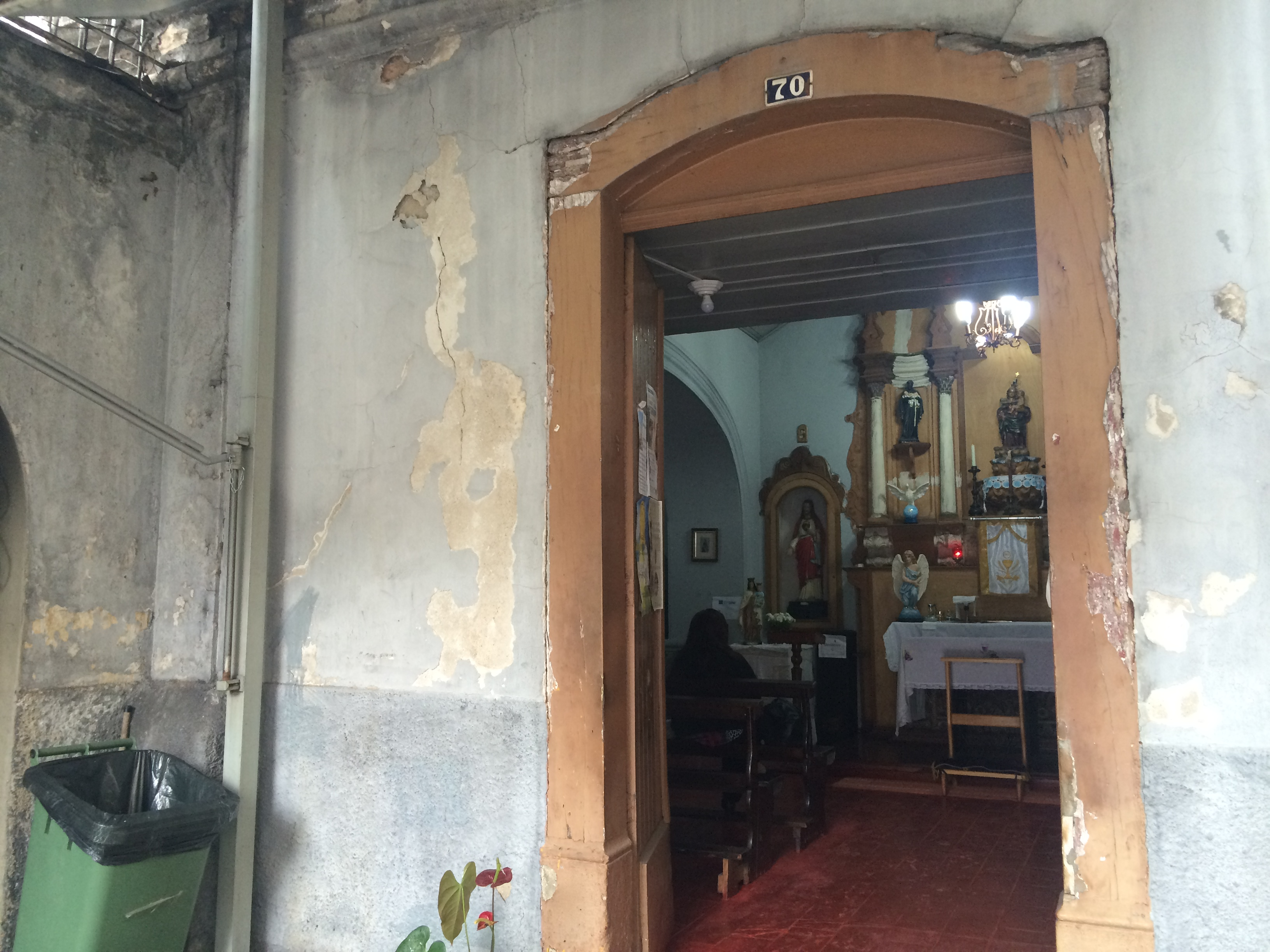
Porta de entrada
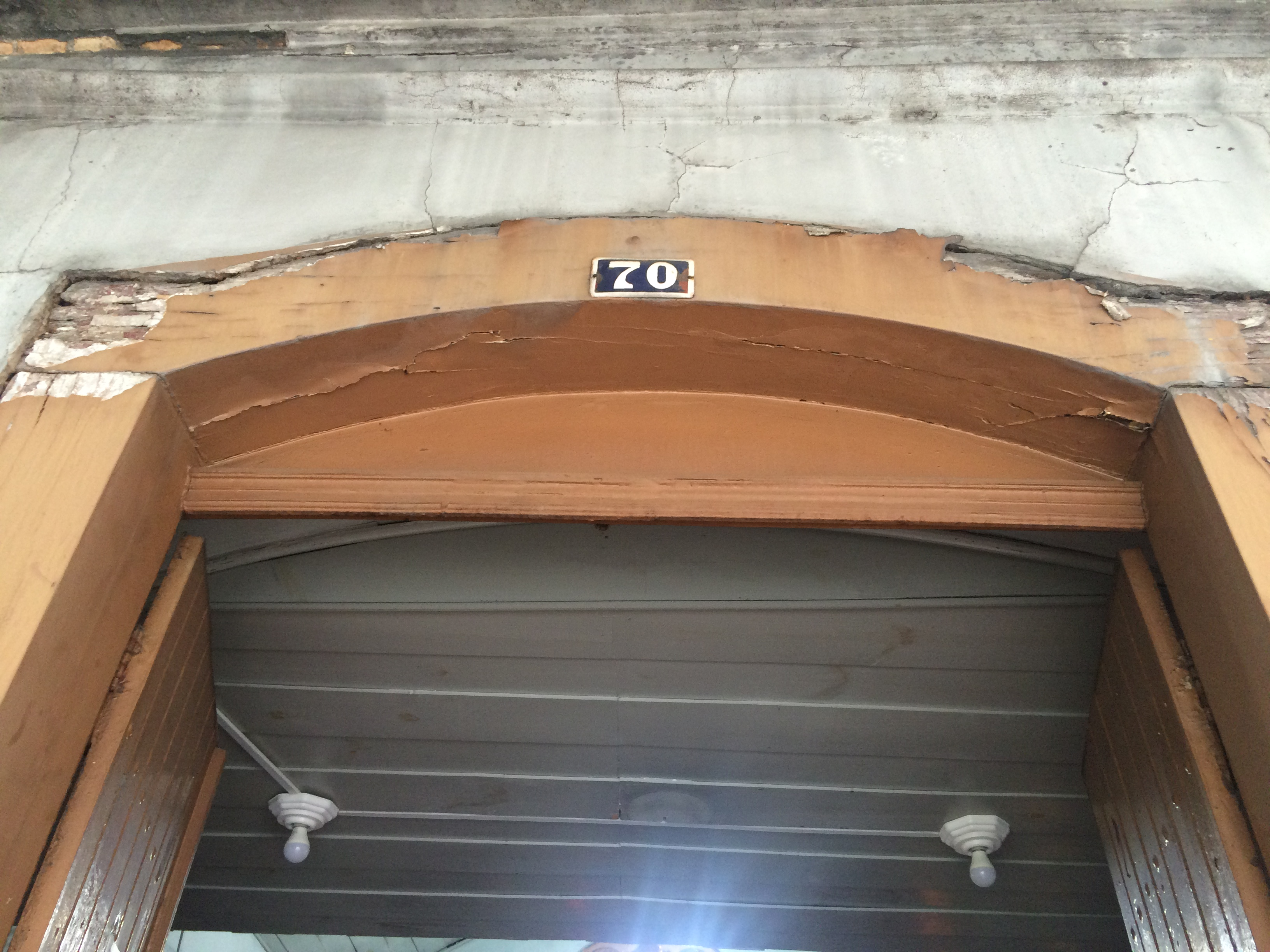
Detalhe da porta
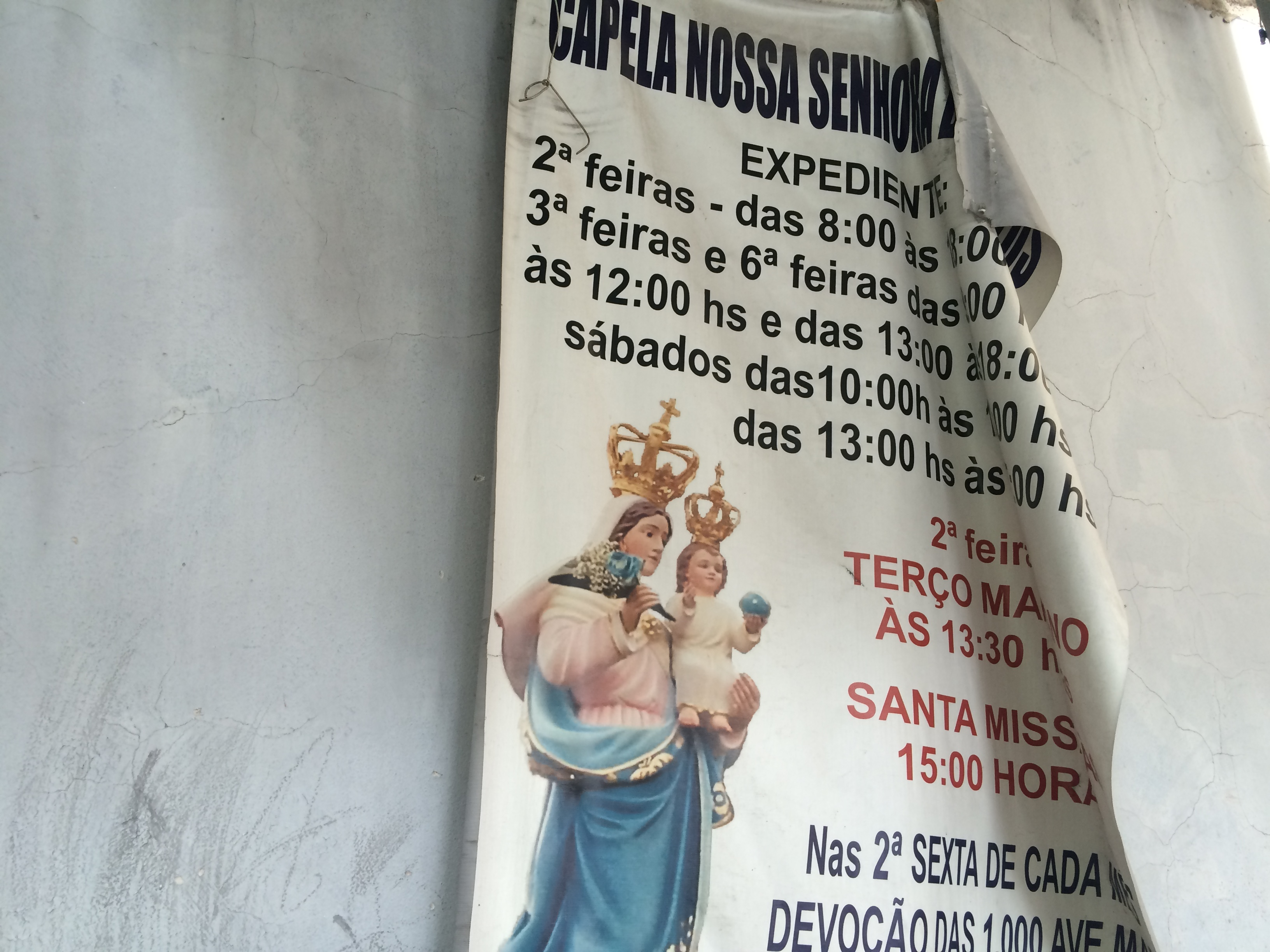
Banner ao lado da porta de entrada
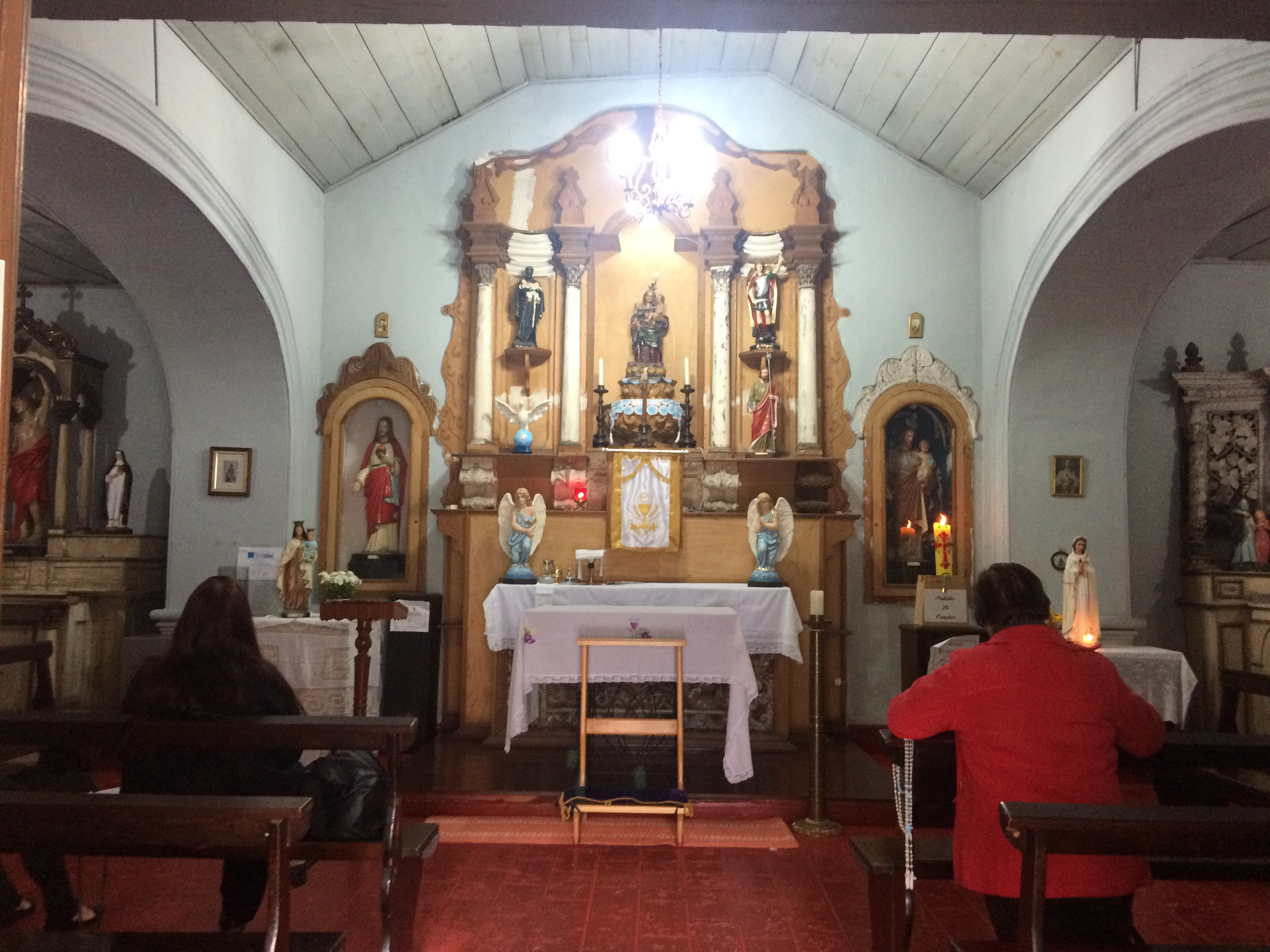
Fiéis rezando
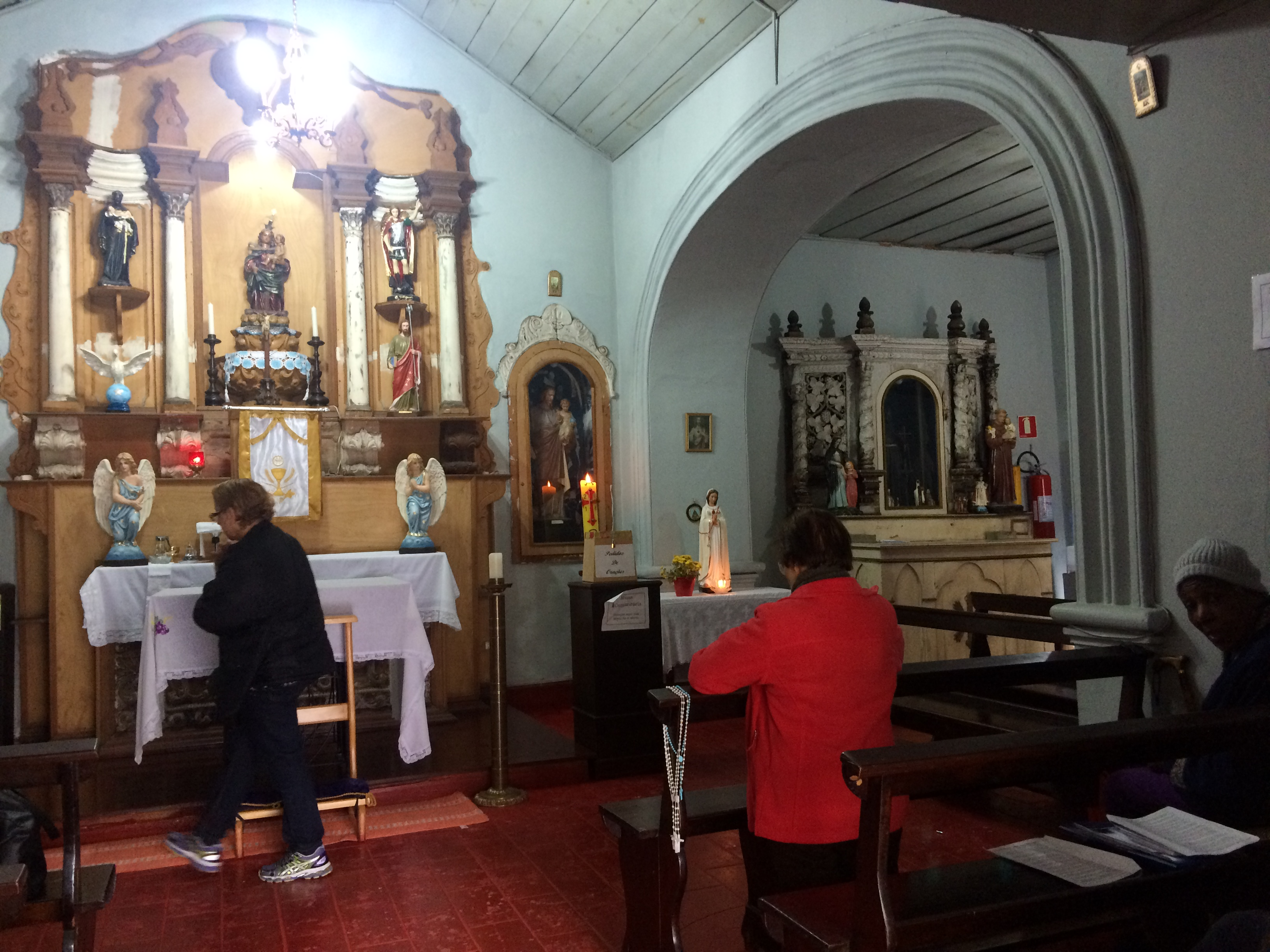
Fiéis rezando e altar lateral ao fundo
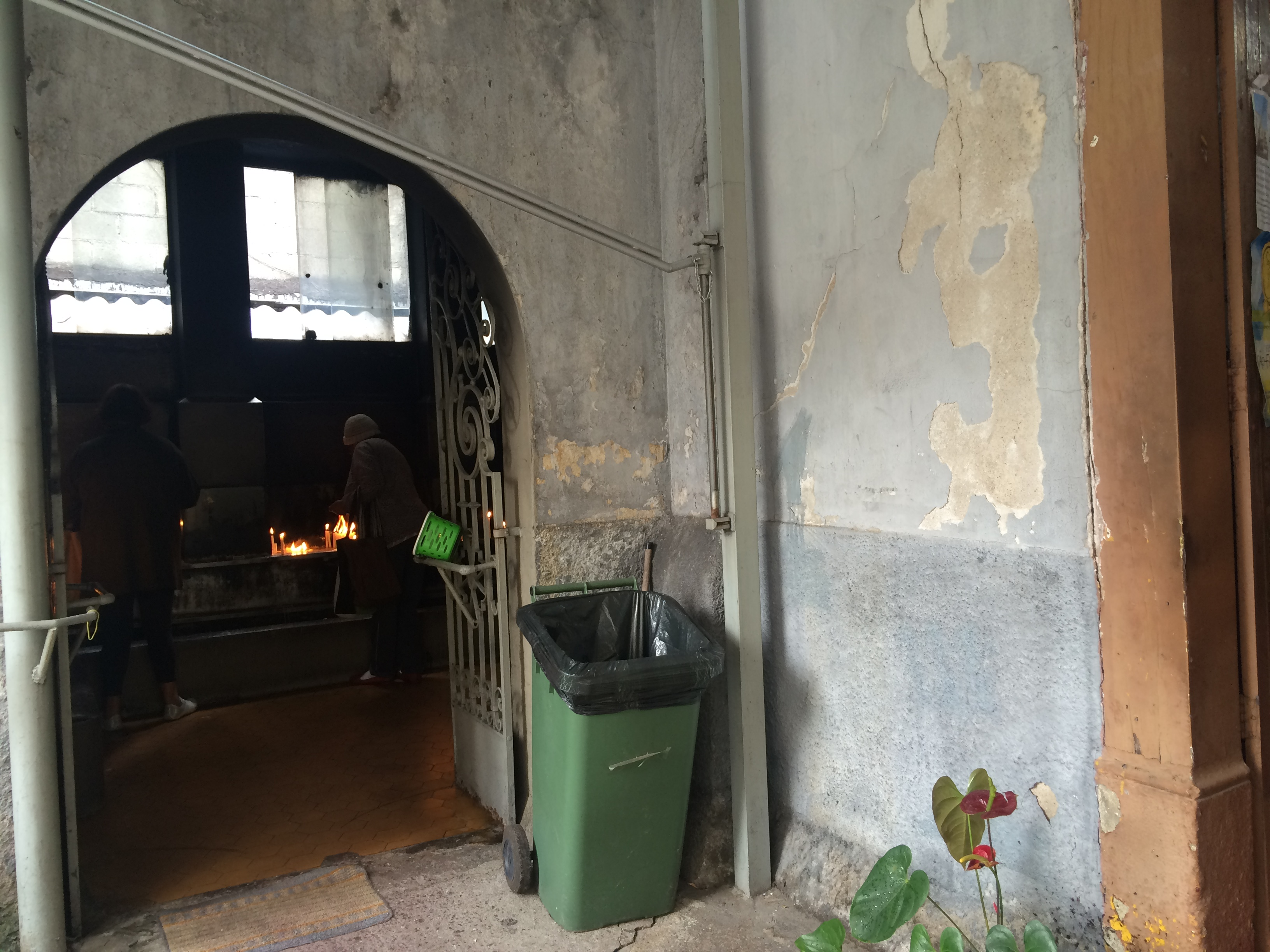
Vista da entrada do velário
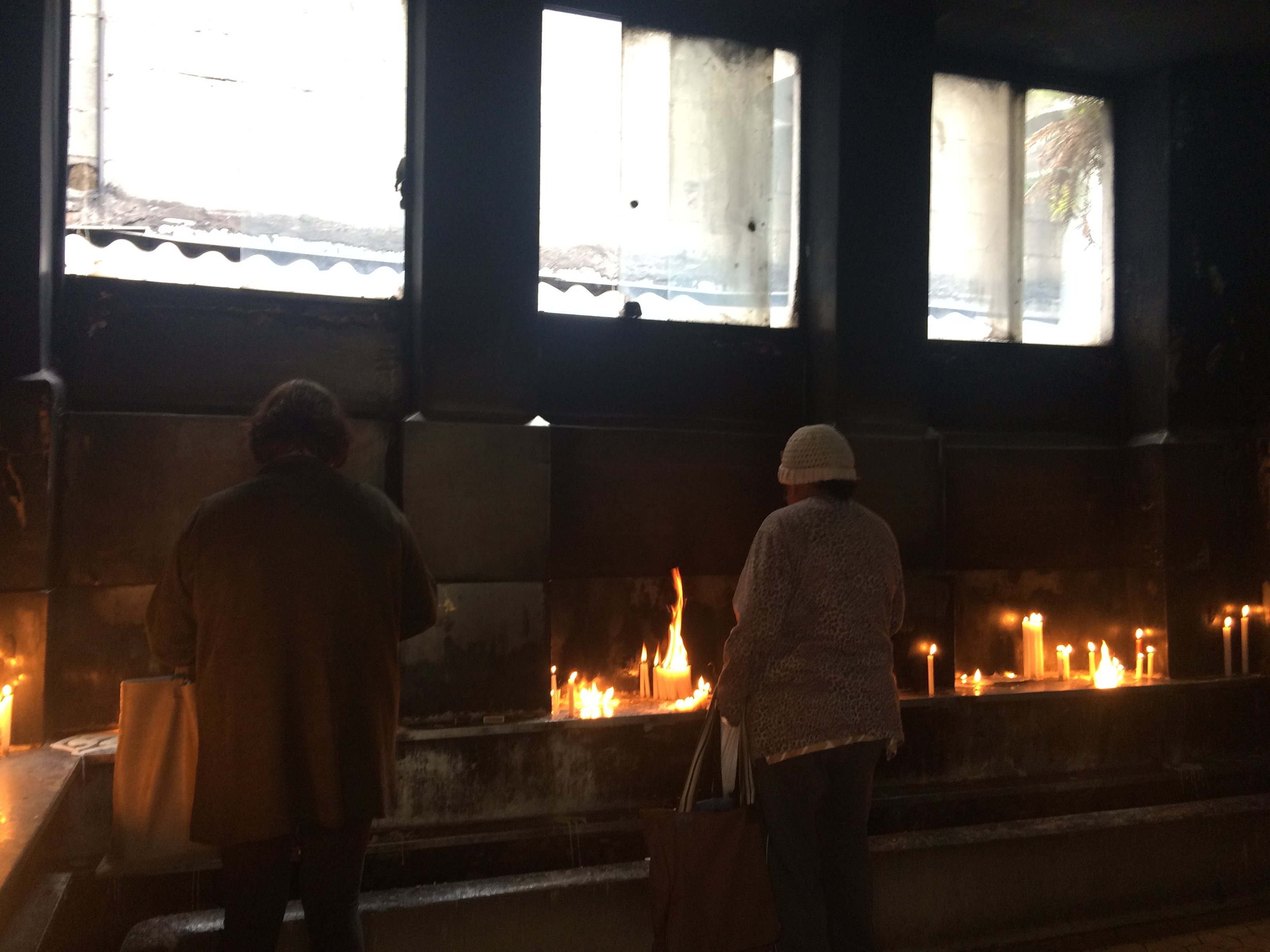
Velário da Capela
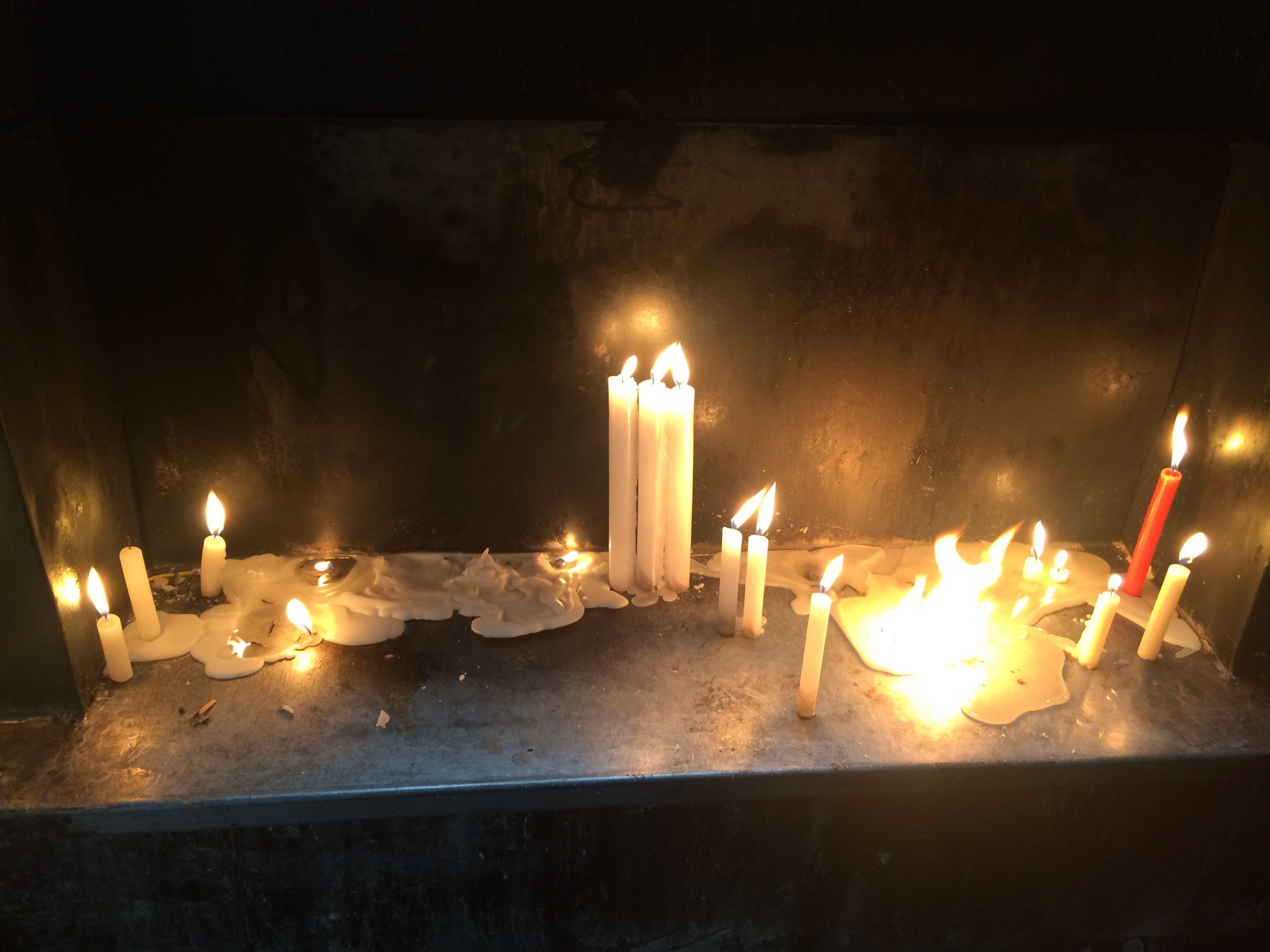
Velas acesas pelos fiéis